# Sugden
Sugden – miasto w Stanach Zjednoczonych, w stanie Oklahoma, w hrabstwie Jefferson.